# Hå
Hå este o comună din provincia Rogaland, Norvegia.